# Aeroportul Caxias do Sul
Aeroportul Caxias do Sul (IATA: CXJ, ICAO: SBCX) este un aeroport din Rio Grande do Sul, Brazilia ce deservește zona Caxias do Sul. Aeroportul a fost tranzitat în 2022 de 212.087 de pasageri. A fost numit după zona deservită.
Situat la o altitudine de 754 m, aeroportul dispune de 1 pistă. Este operat de Departamento Aeroportuário do Rio Grande do Sul⁠(d).

## Infrastructură

### Piste
Aeroportul dispune de o singură pistă. Pista 15/33 are suprafața de asfalt și dimensiunile 1.670 m × 30 m. 